# آرکادیا، ویکتوریا
آرکادیا (به انگلیسی: Arcadia) یک شهرک در استرالیا است که در ویکتوریا (استرالیا) واقع شده‌است.